# Ulric Guttinger (acteur)
Pour les articles homonymes, voir Guttinguer.
Ulric Guttinger est un acteur français spécialisé dans le doublage. Il est né le 5 janvier 1908 dans le 11e arrondissement de Paris et mort le 3 novembre 1984 à Montréal, au Québec.

## Filmographie

### Acteur
- 1960-1964 : Filles d'Ève (série télévisée) : Jean-René Sinclair
- 1964-1965 : Monsieur Lecoq (série télévisée) : Commissaire
- 1965-1967 : Le Bonheur des autres (série télévisée) : Décorateur
- 1967-1968 : D'Iberville (série télévisée) : Champigny
- 1970-1978 : Les Berger (série télévisée) : rôle inconnu
- 1978-1982 : Le Clan Beaulieu (série télévisée) : Louis Martin-Figeac

### Doublage

#### Cinéma
- 1948 : Le Justicier de la Sierra (Panhandle) : Elliott Crockett (Dick Crockett (en))
- 1970 : I Never Sang for My Father : Tom Garrison (Melvyn Douglas)
- 1980 : Le Dernier Reportage (en) (Final Assignment) : Zak (Burgess Meredith)
- 1981 : Polyester : Jean (Heintz) (Hans Kramm)
- 1982 : Porky's : M. Carter (Eric Christmas)

#### Animations
- 1969 : Les Super-VIPS (Vip - Mio fratello superuomo) : Colonel Slider
- 1972 : Le Chat botté 2 (Nagagutsu Sanjûshi) : Le maire